# وقتی نیچه گریست (فیلم)
وقتی نیچه گریست فیلمی است به کارگردانی پینچس پری که در سال ۲۰۰۷ با اقتباس از رمانِ وقتی نیچه گریست نوشتهٔ اروین یالوم ساخته شده است. این فیلمِ درام محصول کشور آمریکاست و بازیگرانی همچون آرماند آسانته (در نقشِ فریدریش نیچه)، بن کراس (در نقشِ یوزف برویر) و کاترین وینیک (در نقشِ لو سالومه) در آن هنرنمایی کرده‌اند. این فیلم روایت‌گرِ دیدارِ خیالیِ فریدریش نیچه فیلسوفِ آلمانی و یوزف برویر پزشک اتریشی و رابطهٔ پر فراز و نشیب این دو است.

## خلاصهٔ داستان
وین، پایان قرن نوزدهم. لو سالومه، دختری جوان و دلربا، نامه‌ای عجیب برای یوزف برویرِ مشهور می‌نویسد: «دکتر برویر، باید شما را ببینم، موضوعِ مرگ و زندگی در میان است. فردا صبح ساعت ۹ در کافه روسه (Cafe Rousse) شما را می‌بینم». سالومه آمده است تا یوزف برویر، پزشکِ مشهور و استادِ زیگموند فروید را ببیند. او نگرانِ دوستش، نیچه است و از برویر می‌خواهد که دوستش را درمان کند. برویر باید اندیشمندِ بزرگ و تنهایی که از سردردهایِ شدید میگرنی رنج می‌برد را درمان کند و او را از این گرفتاری برهاند. ولی نیچه نباید از این جریان و دیدار برویر و سالومه بویی ببرد. برویر تصمیم می‌گیرد با روشِ جدید «بیان‌درمانی» که به‌تازگی در مورد بیمار دیگرش آنا. او. تجربه کرده، نیچه را درمان کند. با این حال فیلسوفِ مغرور آلمانی، حاضر نیست «روانِ» خود را به دست یک پزشک بسپارد و تنها از او می‌خواهد که «جسم» او را درمان کند.
کوشش‌ها و ترفندهای گوناگون برویر برای مطرح ساختن مشکلاتِ روحی نیچه راه به جایی نمی‌برد. سرانجام ترفند زیرکانه و البته خطرناک برویر برای ورود به دنیایِ درونی نیچه سرآغازِ دیدارهای پیاپی او و نیچه می‌شود، دیدارهایی که در آن هر یک از آن دو می‌کوشند تا دیگری را درمان کنند. به‌این‌ترتیب میان برویرِ آرام و دلسوز، و نیچهٔ حساس و خوددار، دوئل گفتاریِ تندی به وجود می‌آید و هر چه این دو به هم نزدیکتر می‌شوند، برویر بیشتر متوجه می‌شود که فقط در صورتی می‌تواند نیچه را معالجه کند که وی اجازهٔ این کار را به او بدهد.

## اصالت تاریخی
اگر چه بسیاری از رویدادها و شخصیت‌های این فیلم از واقعیت گرفته شده است، با این حال داستانِ کلیِ فیلم خیالی است، چرا که همان‌گونه که نویسنده، اروین یالوم، در پایانِ کتاب ِ وقتی نیچه گریست اشاره کرده است، نیچه و برویر در واقعیت هیچ‌گاه با هم دیداری نداشته‌اند.

## بازخورد ها
این فیلم توسط سایت راتن تومیتوز امتیاز ۵۷ از ۱۰۰ دریافت کرد.